# Daniel Barrett
Daniel Barrett ist ein Filmtechniker, der sich auf visuelle Effekte spezialisiert hat.

## Leben
Nach seiner Mitarbeit an sehr erfolgreichen Filmen wie Brücke nach Terabithia, Mein Freund, der Wasserdrache, Die Chroniken von Narnia: Prinz Kaspian von Narnia und Avatar – Aufbruch nach Pandora hatte Barrett erst im Jahr 2011 seinen Durchbruch mit dem Film Planet der Affen: Prevolution, für den er für den BAFTA Award und den Oscar nominiert wurde.  

## Filmografie (Auswahl)
- 2005: Boogeyman – Der schwarze Mann (Boogeyman)
- 2005: Jane and the Dragon (Fernsehserie)
- 2007: Brücke nach Terabithia (Bridge to Terabithia)
- 2007: Mein Freund, der Wasserdrache (The Water Horse)
- 2008: Jumper
- 2008: Die Chroniken von Narnia: Prinz Kaspian von Narnia (The Chronicles of Narnia: Prince Caspian)
- 2009: Avatar – Aufbruch nach Pandora (Avatar)
- 2011: Planet der Affen: Prevolution (Rise of the Planet of the Apes)
- 2014: Planet der Affen: Revolution (Dawn of the Planet of the Apes)
- 2015: Fast & Furious 7 (Furious 7)
- 2017: Planet der Affen: Survival (War of the Planet of the Apes)
- 2022: Avatar: The Way of Water

## Auszeichnungen (Auswahl)
- 2012: BAFTA Award: Nominierung in der Kategorie Beste visuelle Effekte für Planet der Affen: Prevolution
- 2012: Oscar: Nominierung in der Kategorie Beste visuelle Effekte für Planet der Affen: Prevolution
- 2012: Saturn Award: Auszeichnung in der Kategorie Saturn Award für die besten Spezialeffekte für Planet der Affen: Prevolution
- 2015: BAFTA Award: Nominierung in der Kategorie Beste visuelle Effekte für Planet der Affen: Revolution
- 2015: Oscar: Nominierung in der Kategorie Beste visuelle Effekte für Planet der Affen: Revolution
- 2015: Saturn Award: Nominierung in der Kategorie Saturn Award für die besten Spezialeffekte für Planet der Affen: Revolution
- 2018: BAFTA Award: Nominierung in der Kategorie Beste visuelle Effekte für Planet der Affen: Survival
- 2018: Oscar: Nominierung in der Kategorie Beste visuelle Effekte für Planet der Affen: Survival
- 2018: Saturn Award: Nominierung in der Kategorie Saturn Award für die besten Spezialeffekte für Planet der Affen: Survival
- 2023: BAFTA Award: Nominierung in der Kategorie Beste visuelle Effekte für Avatar: The Way of Water
- 2023: Oscar: Auszeichnung in der Kategorie Beste visuelle Effekte für Avatar: The Way of Water